# Moments of Clarity
Moments of Clarity es el tercer EP de la banda estadounidense de metalcore Erra. Fue lanzado el 10 de noviembre de 2014 a través de Sumerian Records y fue producido por Brian Hood. Es su único álbum con el vocalista Ian Eubanks, el primero con Sean Price como guitarrista (después de haber tocado el bajo en Augment) y su primer lanzamiento publicado por dicha discográfica.

## Lista de canciones
| N.º | Título                    | Duración |  |
| 1.  | «Dreamcatcher»            | 4:59     |  |
| 2.  | «Warrior»                 | 3:55     |  |
| 3.  | «Lights City»             | 4:57     |  |
| 4.  | «Our Translucent Forever» | 4:29     |  |
| 5.  | «Moments of Clarity»      | 4:47     |  |

## Posicionamiento en lista
| Lista (2014)          | Posición |
| --------------------- | -------- |
| US Heatseekers Albums | 4        |
| US Hard Rock Albums   | 11       |
| US Top Rock Albums    | 37       |

## Personal
Erra
- Ian Eubanks - voz gutural
- Jesse Cash – guitarra, bajo, voz limpia
- Sean Price - bajo
- Alex Ballew - batería